# Szánkhja
A szánkhja vagy számkhja ( szanszkrit सांख्य) az egyik legrégibb ind filozófiai rendszer, a hat darsana (hindu szemléletmód) egyike. Alapítója a hagyomány szerint Kapila risi (hindi: कपिल ऋषि), aki feltehetőleg a Kr. e. 6. században élt.
A szánkhja szó jelentése körülbelül: összeszámlálás, számbavétel. Az elnevezés a szám szó származéka, arra utal, hogy a rendszer szívesen alkalmaz felsorolásokat. De lehet szam + hja ige, aminek jelentése: végigmond, teljesen kifejt. Számba veszi a tapasztalati és a tapasztalaton túli világ összetevőit, számot vet az ember sorsával e világon, mint a transzcendenciába vezető úton.
Kapila eredeti műve, a Szánkhja-Szútra elveszett, illetve a jelenleg hozzáférhető, hasonló címet viselő mű hitelessége kétséges. Max Müller 19. századi német orientalista szerint a szánkhja bölcselet leghitelesebb műve a rendkívül tömör szerkezetű Tattva-Szamásza és az sem zárható ki, hogy ez azonos Kapila eredeti szútrájával.

## Isten
A Szánkhja-rendszer adott okot a legtöbb félreértésre nyugaton. Ez onnan ered, hogy ebben a rendszerben nincs szó Istenről. A nyugati felfogás, különösen a 19. század materialista-ateista irányzata, melynek csökevényei ma is élnek, diadalmasan mutatott rá az ősi Szánkhjára, mert a maga nézetének igazolását látta benne. Tény az, hogy a Szánkhja nem vonja bölcseleti vizsgálódásába az isten-fogalmat, de egyetlen szóval sem állítja, hogy nincs Isten.  Hangsúlyozza, hogy Istent csak a tudatfeletti szemlélet foghatja fel, de a Szánkhja-rendszer az észszerű tudat megismerési módjaival igyekszik rávezetni az embert arra, hogy elérje a felszabadulást.
Néhány forrás szerint a szánkhja bölcseletében arra van utalás, hogy nincs bizonyítéka Ísvara (Isten) létének.
A nyugati materializmus a maga ateista meggyőződésének támogatására próbálta felhasználni ezt a bölcseleti formát, de már az első lépésekor hamis tételekkel, hiányos ítélettel, s az indiai gondolat gyökeres félreértésével indult el. Az istenhívő ortodox hinduk a szánkhját a megismerés egyik fokozatának tekintik, s egyáltalán nem látnak benne ateista értelmezést. Ha mi is így fogjuk fel, akkor nem esünk abba a tévedésbe, mint a nyugat nem egy korábbi tudósa. A szánkhja valódi követői - akik a mély meditációnak köszönhetik megingathatatlan felismeréseiket - megértik, hogy Isten létezik és megismerhető.

## Dualizmus
A szánkhja dualista bölcselet. Eltérően azonban az Európában megszokott dualista filozófiáktól, itt nem az anyag és a szellem, illetve a test és a lélek dualizmusáról van szó. Az itteni dualizmusban mind a két alaptényező, vagyis a dualizmus mindkét tagja szellemi természetű.
Az egyik tényező, az ún. purusa a passzív, permanens, változatlan, szemlélődő szellem, amely hasonló szerepet tölt be a számkhjában, mint a njája és a vaisésika
rendszerben az átman, azzal az eltéréssel, hogy a purusa sohasem cselekszik. A másik tényező az ún. prakriti az aktív, cselekvő, immanens, a világ dolgaiba
belemerülő, sőt azokat teremtő szellemiség, amely létrehozza mindazokat a jelenségeket, amelyeket a purusa látni szeretne.
A purusa szó eredeti jelentése: ember, szellem, lélek. A purusa abszolút szabad individuális szellemiség, aki azonban annyira belefeledkezik a prakriti játékába,
hogy elfeledkezik a saját szabadságáról. Olyan ez, mint amikor valaki a televíziót nézi és szidja a rossz műsort, mégsem képes azonban kikapcsolni a készüléket és elfordulni a látványtól. 
Amit a purusa szemlél és egyáltalán valaha is szemlélhet, az mind-mind a prakriti színjátéka. A prakriti hozza létre a külvilág jelenségeit, a saját testünket, sőt
a saját értelmünket, gondolatainkat, személyiségünket, emlékeinket stb. is. A prakriti összetett szó, amelynek tagjai: pra = elő és kriti = teremtő. A
prakriti a minden lehetőséget magában hordozó teremtő potencialitás, amely eredetileg öntudatlan, s csak akkor ébred öntudatra, ha a purusa nézi és látja. A
prakriti önmaga kibontakoztatásával egyszerre teremti meg a szubjektív és objektív világot, vagyis az érzékszerveket, az érzékelhető objektumokat és az érzékelési folyamatot is.
A purusa tulajdonsága a sokaság, míg a prakritié az egység, legalábbis őseredeti állapotában. A prakriti azáltal hozza létre a purusa által látni kívánt jelenségek sokszínűségét és sokrétűségét, hogy részekre tagolja és ezzel megsokszorozza önmagát. A purusa kezdet és vég nélküli, nem teremtett és ezért nem is elpusztítható,
szubtilis és minőség nélküli. A purusa nem természeti erő. Mentes minden cselekvő aktivitástól, ezért szeplőtelen, vagyis jó és rossz tettek nem tapadnak hozzá
és a karmikus következmények sincsenek reá hatással.
Sok purusa van, mivel minden élőlényhez egy-egy külön purusa tartozik. A purusa csak szemlélni tud, e tekintetben azonban potenciális lehetőségei korlátlanok.
Mindent észlelhet, amire ráirányítja a figyelmét. Bárhová elérhet, bárhol jelen lehet, bármekkorára kiterjedhet, hiszen eredeti dimenziója végtelen. Azonban minden,
amit a purusa láthat, csupán a prakriti produktuma, színjátéka. Ebbe a csalóka színjátékba a purusa annyira belemerül és belefeledkezik, hogy együtt szenved, és
együtt örül a történésekkel, s a karmikus következményeket olyannyira átéli, mintha azok ténylegesen vele történnének meg.

## A megszabadulás útja
Csak kevés feljegyzés maradt fenn arról, hogy Kapila tanítványai milyen gyakorlati lépéseken keresztül törekedtek a megszabadulás felé. Feltételezhető,
hogy a szánkhja gyakorlata legalább a következő fázisokat tartalmazta:
- A szánkhja kategóriák, ezen belül is különösen a tattvák megtanulása, kívülről történő bemagolása, hogy a tanítvány annak mindig birtokában legyen.
- A kategóriák racionális ésszel történő megértése, amennyire ez lehetséges.
- Elmélkedések, amelyek során intuitív felismerések születnek, és egyre nyilvánvalóbbá válik az egyes fogalmak tényleges jelentése.
- Olyan gyakorlatok, amelyek során a tanítás személyes tapasztaláson alapuló mély meggyőződéssé válik.

A történelmi Buddha megvilágosodását megelőzően legalább két éven keresztül számkhja tanítvány volt és egyes módszereket a buddhizmus átvett a számkhjától. Ezért az ősi buddhista irodalomban, így a Páli Kánon írásaiban és a Viszuddhimaggában is találhatók a számkhja praxisára vonatkozó adatok. Eszerint a számkhja tanítványok életmódja hasonló volt a korai buddhista szerzetesekéhez. Mezítláb vándoroltak Indiában, a délelőttöt főleg koldulással, a délutánt pedig bölcseleti vitákkal és meditációval töltötték. Semmiféle vagyonuk nem lehetett. Élelmiszert csak annyit koldulhattak, ami az aznapi egyszeri étkezéshez szükséges volt. A kezdő tanítvány legfontosabb meditációs gyakorlata a tudat teljes lecsendesítése volt: az abban lévő örvénylések, filmszerűen pergő emlékek, fantáziák, gondolatok, vágyak kiküszöbölése. A következő szakaszban a tanítvány az egyes tattvákat tette kontempláció tárgyává, mégpedig hátulról visszafelé, vagyis a mahábhútákkal kezdve. Ezen belül is az első elmélkedési téma a legdurvább őselem, a prithiví, vagyis föld-elem volt. Ezzel kapcsolatban kapta a tanítvány az első beavatási fokozatot, amelynek során megtudta, hogy mindaz, amit a prithivíről eddig tudott és amit erről a beavatatlan világi emberek tudni vélnek, az mind téves és megalapozatlan. A föld ugyanis nem az, aminek látszik. Ez utóbbi felismerést segítette elő a föld-kaszina gyakorlat.
A föld-kaszina egy korong alakú meditációs tárgy, amelyet a tanítvány szigorú előírások alapján maga készített agyagból. A föld-elemet szimbolizáló agyagkorongot
középen átlyukasztották és az erdőben, csendes helyen faágra akasztották. A tanítvány dolga az volt, hogy szemlélje a föld-korongot, amely állandó változásban
volt, hiszen a kaszina minden szélfuvallatra megmozdult, ráadásul a folyton változó fényviszonyok miatt is mindig más és más képet mutatott, nyilvánvalóvá téve annak
állandótlan jellegét. A gyakorlat során a tanítványnak magától kellett felismernie az egységes ős-prakriti — vagyis az avjakta — valamint az evolúció során kibontakozott
vjakta, vagyis a kibomlott teremtettség közötti lényeges különbséget. A gyakorlás hónapokon keresztül tarthatott, miközben a tanítvány a mestertől semmiféle útmutatást, vagy felvilágosítást nem kapott. Nem az volt a cél, hogy valaki elmagyarázza számára a dolgokat, hanem az, hogy magától jusson el az összefüggések felismeréséig.
A gyakorlatok egy későbbi fázisát képezte az őselemekből összetett képződmények feletti elmélkedés, amelynek egyik legfontosabb kezdeti lépése valószínűleg a
temetői kontempláció lehetett.
Az ősi Indiában más volt a halotti szertartás, mint Európában. Tulajdonképpen a holttesteket egyáltalán nem is temették el, hanem csak kivitték őket a temetőbe és
otthagyták feloszlani. A számkhja tanítványok tízféle aszubha kontemplációt, vagyis a test undorító volta feletti szemlélődést végeztek:
1) a felpüffedt holttest szemlélése;
2) az elkékült holttest szemlélése;
3) a gennyesedő holttest szemlélése;
4) a férgek által rágott test szemlélése;
5) a szétesés előtt álló test szemlélése;
6) a szétrágott test szemlélése;
7) a darabokra széthullott test szemlélése;
8) a szétesésnek indult testrészek szemlélése;
9) a vértócsás holttest szemlélése;
10) a testből visszamaradt csontok szemlélése.
Az ősi India temetkezési helyein bármelyik aszubha kontemplációhoz könnyen lehetett példákat találni. A gyakorlat célja azonban nem az undor felkeltése, hanem
inkább az undor leküzdése volt, vagyis a higgadt uralom megszerzése az undor felett. Ennek során a tanítvány tudatosította, hogy nem azonos a saját testével, vagyis
hogy „Ez nem az enyém, ez nem én vagyok, ez nem azonos a saját lényegiségemmel.” Ez volt az a pont, ahonnan kezdve a tanítvány megkezdte saját önvalójának
elhatárolását a jelenségek világától, vagyis a purusa elkülönítését a prakrititől. Ennek során természetesen nemcsak a külvilágtól és a durva anyagi testtől kellett
elhatárolódnia, hanem a szubtilisebb tudattartalmaktól is. A tudatban lévő különféle jelenségek, mint pl. vágyak, indulatok, emlékek, érzelmek azonban a
karma működési mechanizmusa miatt folyamatosan újraképződnek. A tanítványnak ezért arra kellett törekednie, hogy életvitele során lehetőleg ne hozzon
létre újabb karmikus indíttatásokat. Ez a feladat csaknem lehetetlen, hiszen a prakriti által teremtett anyagi jelenségek világában a puszta létezés is folyton
újabb karmikus tényezőket hoz létre. A tanítvány ezért arra törekedett, hogy legalább a negatív karmikus hatású rossz cselekedeteket kiküszöbölje. Ha már mindenképpen
cselekednie kell, akkor kizárólag pozitív karmikus hatású, mások javát szolgáló tetteket hajtson végre, ezekért azonban ne várjon ellenszolgáltatást,
sőt a karmikus jutalomról is tudatosan mondjon le, hiszen a pozitív karmikus hatások is erősítik a prakritihoz való kötődést Ez egyúttal a számkhja morális beállítódását is meghatározza. Bár a számkhja az egyéni megszabadulás útja, a megszabadulás érdekében kiemelt fontosságot kap az az erkölcsi követelmény, amely szerint tilos más élőlényeknek ártani, azokat szándékosan elpusztítani, vagy nekik szenvedést okozni. A megszabaduláshoz vezető út végén a tanítvány a megszabadító magasabb tudás
birtokába jut. Ez azt jelenti, hogy felismeri önmaga különböző voltát. A purusa nem téveszti össze többé magát sem a fizikai testtel, sem a manasz által konstruált
tudati képződményekkel, sem az ahamkárával, sem a buddhival. Ezzel felszámolja az avidját, vagyis a hamis tudást és rájön arra, hogy az érzékelhető világot mi magunk
teremtjük az érzéki benyomásokból a manasz segítségével, és mi magunk vagyunk azok, akikben a szanycsara, a kifejlődés lezajlik. Ezért a jelenségvilág lebontását,
a pratiszanycsarát is önmagunkon belül kell végrehajtani. Az avidjá felszámolásával létrejön az igazi tudás, a vidjá, s a purusa felismeri
saját tévedését, vagyis azt, hogy az érzetekből kreált dolgokkal magát összetévesztette. Rájön arra, hogy ha a szellemi szemünket lecsukjuk, akkor a prakriti
nem játszik többé és a világ megszűnik létezni. Ha a purusa felszabadul a prakriti igézete alól, akkor eléri a felülemelkedett és megvilágosodott tökéletes
szellemi szabadság (móksa) állapotát. Fölismeri, hogy mindig is tökéletesen szabad volt, csak ennek nem volt tudatában. A megvilágosodott purusa egy ideig
még tovább viseli az anyagi testet, mint valami elnyűtt ruhát, a világ dolgai és szenvedései azonban többé nem érintik. A durva fizikai test (szthúla-saríra) halálával
a finomtest (linga-saríra) — a karmikus következmények hordozója — feloldódik a prakritiben. A purusa egyedül marad és ráismer önmagára.
A Számkhja-Szútra negyedik részében példabeszédek találhatók, amelyek a tanítás lényegét szemléltetik. Befejezésül ezekből mutatunk be néhány szemelvényt.
A király fiának esete: Egy elveszett gyermeket vadember nevel föl a fővárostól távoli erdőben. A fiú azt hiszi, hogy ő maga is vadember. Az egyik miniszter azonban kinyomozza az esetet és elmondja a fiúnak, hogy ő a király fia. Ettől kezdve a fiú királyfiként viselkedik. Ugyanígy a bráhmin gyermeke is fölismerheti
önmaga valódi természetét.
Példázat az aranyrögről: Amint egy egészen pici aranyrögből is megtudhatunk mindent az aranyról, ugyanúgy Istenről tudva is megtudhatunk mindent a világról.
A bráhmin, aki súdrák között nevelkedik: Ha egy bráhmint súdrák nevelnek, úgy súdrának hiheti önmagát. Hasonlóan ha a purusa a májá (illuzió) fogságában van, azt képzelheti, hogy teste van. A levágott kéz példázata: Ahogy a levágott kezet nem lehet többé visszaragasztani, úgy a prakrititől való elkülönülés is örökre megszabadít.

## A szánkhja kategóriái
A szánkhja teljes kategóriarendszere:

### Tattva
Az individuális létezés potenciális feltételeit a tattvák határozzák meg. A szánkhja rendszere a kibontakozott anyagvilágot felépítő elveket, állagokat huszonnégy tattvá-ra, alapvető princípiumra osztja. Az egész lény, így tehát az ember is 24+1 alkotóelvből létesült. A 24+1 tattva 3 csoportba sorolhatók:
Az első huszonnégy tattva:
- A 8-féle prakriti, amelyek az egyetlen prakriti kibontakozásának nyolc különböző fázisai
- A 16-féle vikára: öt buddhindrija, öt karméndrija, öt mahábhúta és a manasz (elme)

A vikára az az eszköz, amely révén az egyik szubsztancia a másikká alakul (ahogy a tejszín vajjá válik)
A 25. tattva:
- egy purusa, a passzív szemlélő szellemiség, az egyéni lélek. A purusa voltaképpen azonos a dzsíva vagy átman fogalmával és csak a léleknek azt a megjelenését jelöli, amely az egyéni megtestesülésben jut kifejezésre.

### Bhava
A bhava szó jelentése: teremtettség, feltételektől függő és mulandó létezés. Az individuális létezés ténylegesen tapasztalható megjelenése a bhava csoportok alapján érthető meg. A bhavák 21 fő csoportja:
- - Traigunja, vagyis a három sajátság (guna)
  - Szanycsara, vagyis fejlődés
  - Prati-szanycsara, vagyis visszafejlődés, lebomlás.
  - Adhjátma, 13-féle szubjektivitás.
  - Adhibhúta, 13-féle objektivitás.
  - Adhidaivata, 13-féle istenség.
  - Abhi-buddhi, az indriják 5-féle tudatosítása.
  - Karmajóni, az ötféle tevékenységforrás.
  - Váju, öt alapvető szél, vagy energiaáramlat.
  - Karmátman, a cselekvő én 5-féle manifesztációja.
  - Avidjá, az öt fő csoportba sorolható, összesen 62 féle tudatlanság.
  - Asakti, erőtlenség, amely 28-féle lehet.
  - Tusti, elégedettség, amely kilencféle.
  - Sziddhi, tökéletesség,
  - Múlikátha, a 10-féle gyökértény.
  - Anugrahaszarga, az 5-féle jóindulatú teremtés.
  - Bhútaszarga, a 14-féle anyagi létforma teremtése.
  - Bandha, a kötelékek 3 fajtája.
  - Móksa, a háromrétű megszabadulás.
  - Pramána, a háromfajta ismeretforrás.
  - Duhkha, a háromfajta szenvedés.